# برنامه بین‌المللی از بین بردن پدیده کودکان کار
برنامه بین‌المللی از بین بردن پدیده کودکان کار (انگلیسی: International Programme on the Elimination of Child Labour) نام طرحی است که سازمان بین‌المللی کار ILO از سال ۱۹۹۲ شروع کرده‌است. هدف این طرح حذف کار کودکان از جامعه از طریق تقویت ظرفیت‌های ملی برای مواجهه و آشنائی با مسائل کار کودکان و ایجاد یک جنبش سراسری برای مبارزه در این مسیر است.

## معرفی
هدف اولیه طرح IPEC توجه به کودکانی است که به بدترین شکل استثمار می‌شوند، مانند بردگی و کارهای شبیه بردگی، نظیر کودکانی که گرفتار باندها شده، و در شرایط کاری خطرناک مورد سوء استفاده قرار می‌گیرند. این طرح به خصوص روی کودکانی متمرکز است که آسیب‌پذیر هستند، مثل خردسالان زیر ۱۲ سال یا دختران کارگر. اراده سیاسی و تعهد هر دولتی باید بر این باشد که موضوع کودکان کار را از طریق هماهنگی سازمانهای کارفرما و کارگری و سایر سازمان‌های غیردولتی و احزاب وابسته به آن درجامعه مانند دانشگاه‌ها و ارتباطات جمعی حل کند- این نقطه شروعی برای برنامه بین‌المللی برچیدن کار کودکان است. اقدامات دیگر طرح IPEC پشتیبانی از سازمان‌های همکار برای پیشبرد و اجرای اقداماتی است که با هدف  جلوگیری از کار کودکان، بیرون کشیدن کودکان از کارهای خطرناک و تهیه جایگزین برای این کارها، و اصلاح شرایط کار بعنوان اقدامات موقت و گذار بسوی از بین بردن کار کودکان انجام می‌شود.

## خط مشی طرح IPEC
خط مشی مرحله بندی شده و چند بخشی که طرح IPEC اعمال می‌کند بشرح زیر است:
- به‌جنبش درآوردن اتحادی از همکاران برای تأیید و اقدام علیه کار کودکان.
- تحلیل وضعیت برای نشان دادن مسائل کار کودکان در یک کشور.
- همکاری در پیشبرد و اجرای سیاستهای ملی دربارهٔ مشکلات کودکان کار.
- تقویت سازمانهای موجود (که دراین زمینه کار می‌کنند) و برپائی ساز و کارهای سازمانی.
- برانگیختن هوشیاری درسراسر کشورها در مورد این مسئله، در کمیته‌ها و محیط‌ها کاری.
- پیشبرد و گسترش و اجرای قوانین حفاظتی برای کودکان کار.
- حمایتهای صریح و عملی از کودکان کارگر برای نشان دادن اهدافی که مد نظر است، از جمله برنامه‌های زمان‌بندی شده مورد اشاره کنوانسیون بدترین اشکال کار کودکان.
- تکرار و گسترش طرحهای موفق در برنامه‌های همکاران طرح IPEC
- دخالت دادن موضوع کودکان کار در سیاستها، برنامه‌ها و بودجه (دولتها).[۳]